# 德米特罗夫
德米特羅夫（羅馬化：Dmitrov）是俄羅斯莫斯科州的一個城市，位於莫斯科以北，臨莫斯科運河。2002年人口62,219人。
1154年由尤里·多爾戈魯基建立，1364年被納入莫斯科大公國內。